# Perpetuum Jazzile
Perpetuum Jazzile je slovenski zbor a capella, ki izvaja pop in jazz.
Zbor je pod imenom Komorni zbor Gaudeamus ustanovil Marko Tiran leta 1983 in z njim v slovenski (jugoslovanski) zborovski prostor vpeljal nekaj novega in do takrat za tedanje čase nekaj precej neobičajnega - zabavno in jazzovsko glasbo. Zbor, ki je poleg zabavne glasbe zelo uspešno gojil tudi umetno in narodno, je v našem okolju  pionirsko izvajal aranžmaje tujih avtorjev (Gene Puerling, Ward Swingle, ki je zbor tudi obiskal in delal z njim, Kirby Shaw, etc.), v osemdesetih in devetdesetih letih pa se je uveljavil zlasti s priredbami umetniškega vodje Marka Tirana, ki jih pred njim v Sloveniji za zbor praktično ni pisal nihče drug, in sicer Ko boš prišla na Bled, The Man I love, Les Feuilles Mortes (Autumn Leaves), The Summertime, The Night in Tunisia, Mas Que Nada, The Girl from Ipanema, Amor em Paz, Corcovado, Like a Lover, jazzovski Venček pivskih (slovenske narodne), Jedno popodne, .... in še mnoge druge iz zakladnice slovenske in svetovne glasbene literature. Zbor se je leta 1999  preimenoval v Perpetuum Jazzile. Marko Tiran je leta 2000 zbor zapustil. 
Do januarja 2011 je vodstvo prevzel Tomaž Kozlevčar, ki ga je nasledil Peder Karlsson.
Za priredbo pesmi Africa je prejel viktorja za posebne dosežke.

## Diskografija
- Ko boš prišla na Bled (1999, Helidon, CD, Kaseta)
- Pozabi, da se ti mudi (2003, KD Perpetuum Jazzile, CD)
- As ... (2004, Gorenje, promo CD)
- Čudna noč (2006, Dallas, CD)
- Africa (2009, KD Perpetuum Jazzile, CD)
- Perpetuum Jazzile Live (2009, 'Vokal Xtravaganzza 2008, DVD)
- Vocal Ecstasy (2012, DEAG music, CD+DVD)
- Thank you for the music (2013, Special 30th Jubilee Edition, CD)
- THE SHOW, LIVE IN ARENA (2014, RTV Slovenija, KD Perpetuum Jazzile, CD, DVD, BLURAY)
- Both sides (2016, samozaložba, dvojni CD, vinil)
- So najlepše pesmi že napisane (2018)